# Јазид ибн Аби Суфјан
Јазид ибн Абу Суфјан (арапски: يزيد بن أبي سفيان‎, транслац. Јазид бин Аби Суфyāн) био је један од пратилаца (сахаба) Мухамеда.

## Биографија
Јазид ибн Абу Суфјан је био син Абу Суфјан ибн Харба и Зајнаб бинт Навфал, отуда и брат Муавије I.

### Поход у Сирији
Јазид је био један од четворице муслиманских генерала које је калиф Ебу Бекр послао да нападну римску Сирију 634. године. Он је постао гувернер Дамаска након освајања Дамаска 634. године. Командовао је левим крилом муслиманске војске у бици код Јармука. Након смрти Абу Убајде ибн ел Џараха 639. године од куге, Муад ибн Џабал је постао гувернер Сирије а након његове смрти, такође од куге, Јазид је постао гувернер калифа Омара, али је и он умро од куге 640. године.
Према Ел Вакидију, првом муслиманском историчару о догађајима, Јазид је био први командант са 1000 коњаника кога је Ебу Бекр послао у Сирију и Палестину. Рабиа бин Амир из племена Амир је послан са још 1000 коњаника и био је стављен под Јазидову команду. У међувремену, хришћански Арапи који су живели у Медини давали су обавештајне податка римском цару, Ираклију, о предстојећој инвазији. Ираклије је послао војску од 8000 коњаника, којом су командовали Батлик; Сергије, његов брат; Лука, син Самуила и вођа милиције; и Саља, гувернер Газе и Ашкелона.
Чим је Јазид стигао до пустиње на периферији Медине, њихови арапски коњи су убрзали. Рабиа бин Амир је упитао: "Зашто то радите?", Јазид ибн Аби Суфјан је на то одговорио: "Још група ће бити послато након мене". Јазид ибн Аби Суфјан је затим прешао у Негев у близини Газе. Сергија су послали Римљани да Арапима им покаже бруталну снагу и римску моћ.
Јазид је наредио Раби бин Амиру да се сакрије у заседи са 1000 коњаника док је он сам повео 1000 коњаника да се суоче са Римљанима и привуку их у редове. Када су Римљани стигли, видевши мале снаге које је предводио Јазид, мислили су да је то цела арапска војска и напали су. Рабиа је затим поставио заседу Сергијевим трупама поподне 4. фебруара на неких 12. миља од Газе. Том Холанд каже да "одређено време и датум потичу из извештаја у сиријској хроници написаној негде око 640. године и да се чини да се ослања на скоро савремени запис". Ел Вакидин извештај се мпоклапа са римском извештајем о тим догађаја. Резултат је био потпуни слом Римљана у бици код Табука. Римљани су били навикнути на исплату арапских племена која су живела у Сирији како би се борила на њиховој страни. Тако Сергије упита Рабија: "Дођи и ради за нас. Ми ћемо ти платити да нападнеш Персијанце." Рабиа је то одбио.
Ираклиј је био бесан па је затим прикупио војску од 100.000 људи. Према Ел Имам ел Вакидију, првом муслиманском историчару о догађајима, Ебу Бекр је тада именовао Муавијиног пријатеља Амр Ибн ел Аса да предводи следећу групу од 9000 мушкараца и они су отишли у Палестину. Том Холланд у својој књизи Сенка мача, Битка за глобално царство и крај древног света пише: "Са великом лукавошћу Арапи су тада покренули клеветнички покрет против римске војске. Тада је друга група прешла источну границу и поред тога што је прва још увек била у Гази.“Када су стигли у Палестину, Амр је рекао да се његов пријатељ Амир бин Ади враћа из Палестине након посете својој породици. Амир бин Ади му је рекао да иза њега стоји римска војска од 100.000 људи која је послата да му се супротстави. Амр Ибн ел Ас је затим послао Абдулаха ибн Омара са 1000 коњаника како би прикупио обавештајне податке о римској војсци. Током извиђања су уочили римсаке снаге, према Абдулаху ибн Омару, 10.000 коњаника и прикупивши информације кренули назад. Затим се вратио Амр ибн ел Асу. Тада је Амр ибн ел Ас заједно са Абдулах ибн Омаром преузео другу групу.
Ебу Бекр је затим послао Абу Убајду према Сирији, полако окружујући римске војске.Како су вести о прикупљању велике Ираклијеве војске стигле до Ебу Бекра, Ебу Бекр је затим послао писмо Халиду ибн ел Валиду који је био близу победе над Персијским царством код Кадисија. Цар Ираклије је послао све своје расположиве трупе у Сирију, према Аџнадајну, како би задржао муслиманске трупе у пограничном региону Сирија-Арабија. Очекивало се да је могући пут било којег муслиманског појачања био конвенционални пут Сирија- Арабија на југу, али је Халид, који је тада био у Ираку, кренуо најнеочекиванијим путем: марширао кроз безводну Сиријску пустињу, и на изненађење Византијаца, појавио се у северној Сирији. Ухвативши Византијце неспремне, брзо је заузео неколико градова, практично одсецајући комуникације византијске војске у Аџнадајну са својом врховном командом у Емеси, где је сам цар Ираклије боравио.